# Shane O'Connor
Shane O'Connor (Cork, Irlanda, 14 de abril de 1990), futbolista irlandés. Juega de defensa y su actual equipo es el Shamrock Rovers de Irlanda. 

## Selección nacional
Ha sido internacional con la Selección de fútbol de Irlanda Sub-21.

## Clubes
| Club               | País       | Año           |
| ------------------ | ---------- | ------------- |
| Ipswich Town       | Inglaterra | 2009-2012     |
| Cork City FC       | Irlanda    | 2012          |
| Shamrock Rovers FC | Irlanda    | 2012-2015     |
| Bray Wanderers     | Irlanda    | 2015-presente |